# 特賴內角
特賴內角（英語：Tryne Point）是南極洲的海岬，位於肯普地，處於洛角東端，是史蒂芬森灣入口處西部，挪威製圖師根據該國拍攝的空中照片繪入地圖，現時由南極條約體系管理。